# Plant Simulation
Plant Simulation ist eine Software zur Simulation, Analyse, Visualisierung und Optimierung von Produktionsprozessen, Materialfluss und logistischen Abläufen. Das Software-Portfolio, zu dem Plant Simulation gehört, zählt innerhalb der Plant Design- und Optimization-Solution zusammen mit den Produkten der Digitalen Fabrik und des Digital Manufacturing zum Bereich der Product-Lifecycle-Management-Software (PLM), die es mit Hilfe von Computersimulationen erlaubt,  Produktionsalternativen inklusive der darin enthaltenen Ablauflogiken miteinander vergleichbar zu machen.

## Produktbeschreibung
Plant Simulation ist eine Materialflusssimulations-Software (Discrete Event Simulation; DES-Software). Mithilfe der Simulation werden komplexe, insbesondere dynamische Unternehmensabläufe berechnet, um zu mathematisch abgesicherteren unternehmerischen Entscheidungen zu gelangen. Das Computermodell ermöglicht es dem Anwender Experimente durchzuführen und Was-wäre-wenn-Szenarien durchzuspielen, ohne die tatsächliche Produktion zu beeinflussen – oder wenn sie in der Planungsphase eingesetzt wird, lange bevor das reale System existiert. Im Allgemeinen wird die Materialflussanalyse eingesetzt, wenn Produktionsprozesse diskret (nicht stetig, Teil ist da oder ist nicht da, Schicht findet statt oder findet nicht statt, Maschine ist in Ordnung oder meldet Fehler) ablaufen und sich aufgrund zahlreicher Abhängigkeiten mathematischen Beschreibungen und Ableitungen heftig widersetzen. Die meisten Fragestellungen der Materialflusssimulation wurden vor der Verfügbarkeit leistungsfähiger Computer mithilfe von Warteschlangentheorien und Methoden der Operations Research beschrieben.

### Sprachen
Plant Simulation wird in Englisch, Deutsch, Japanisch, Chinesisch und Ungarisch eingesetzt. Individuelle Parametrisierungen der Dialogboxen sind möglich.

### Merkmale
- Echte Objektorientierung bzw. Objektorientierte Programmierung mit Polymorphismus und Kapselung
- Vererbungsmechanismen: Benutzer legen Bibliotheken eigener Objekte an, die wiederverwendet werden können. Im Gegensatz zu einer Kopie führt eine Änderung in der Bibliothek (Objektklasse) auch zu einer Änderung der daraus abgeleiteten Objekte (Kinder).
- Hierarchie: Strukturen können auf mehreren (logischen) Ebenen  aufgebaut werden.
- Daten aus anderen Systemen (z. B. Access- oder Oracle-Datenbanken, Excel-Arbeitsblättern oder SAP) können übernommen werden.
- Integration: Plant Simulation ist ein Teil der Digitalen Fabrik und kann z. B.
  - Daten aus PLM-Systemen übernehmen oder bei der
  - Anlageninbetriebnahme (Virtual Commissioning) eingesetzt werden. Oder
  - Layoutdaten z. B. von AutoCAD oder FactoryCAD direkt in die Simulation übernehmen.
- Analysewerkzeuge, z. B. um Engpässe zu finden (Bottleneck Analyzer), Materialflüsse zu verfolgen (Sankey-Diagramm) oder überdimensionierte Ressourcen (Chart Wizard) herauszufinden.
- Optimierungswerkzeuge.
- Datenanalyse

## Einsatzbereiche

### Berechnung von Unternehmenskennzahlen
Ziele sind:
- Problementdeckung
- die Investmentkosten für die Produktionslinien zu senken
- Optimierung

### Visualisierung
Plant Simulation erlaubt die 2D- und 3D-Darstellung von Produktionsabläufen.

## Verbreitung
- Automobilindustrie (Verband der Automobilindustrie, Arbeitsgruppe Ablaufsimulation)
- Automobilzulieferer
- Anlagenbauer
- Maschinenbau
- Prozessindustrie
- Elektronikindustrie
- Flughäfen
- Logistikunternehmen (Transportlogistik, Lagerlogistik, Produktionslogistik)
- Hochregallagerlieferanten, Anbieter von fahrerlosen Transportsystemen und Elektrohängebahnen
- Consultingbüros und Dienstleister
- Werften (Simulation Cooperation in the Maritime Industries; Zusammenschluss von Schiffbauern und Dienstleistern, die sich mit der Simulation im Werftenumfeld beschäftigen)
- Häfen, insbesondere Containerterminals
- Krankenhaus und Gesundheitswirtschaft (OP-Simulation)

Auch für Ausbildungs-, Lehr- und Forschungszwecken wird die Software genutzt.

## Geschichte
| Jahr | Firma | Produktname                                                  |
| ---- | --- | ------------------------------------------------------------ |
| 1986 | Das Fraunhofer-Institut für Produktionstechnik und Automatisierung entwickelt eine objektorientierte, hierarchische Simulationssoftware für den Apple Macintosh | SIMPLE Mac for Apple Macintosh                               |
| 1990 | Gründung der Firma AIS (Angewandte Informations Systeme) | SIMPLE++ (Simulation in Produktion Logistik and Engineering) |
| 1991 | Umbenennung der damaligen AIS in AESOP (Angewandte EDV-Systeme zur optimierten Planung)                                                                         | SIMPLE++ (Simulation in Produktion Logistik and Engineering) |
| 1997 | Übernahme von AESOP durch die Tecnomatics Technologies Ltd. | 2000 Umbenennung von SIMPLE++ in eM-Plant                    |
| 2004 | Übernahme der Tecnomatics Technologies Ltd. durch die UGS Corporation                                                                                           | 2005 Umbenennung in Tecnomatix Plant Simulation              |
| 2007 | Übernahme der UGS Corporation durch die Siemens AG | Tecnomatix Plant Simulation                                  |